# Da Da Da ich lieb dich nicht du liebst mich nicht aha aha aha
Da Da Da ich lieb dich nicht du liebst mich nicht aha aha aha, anche abbreviato Da Da Da, è il primo singolo del gruppo musicale tedesco occidentale Trio, pubblicato nella primavera del 1982.

## Composizione e registrazione
Unico brano celebre dei Trio, Da Da Da ich lieb dich nicht du liebst mich nicht aha aha aha è una novelty scritta dai componenti del gruppo Stephan Remmler e Gert "Kralle" Krawinkel. Da Da Da è stata prodotta da Klaus Voormann.
In origine la canzone venne incisa in lingua tedesca con il titolo Da da da ich lieb dich nicht du liebst mich nicht aha aha aha. Successivamente venne ridistribuita internazionalmente in inglese con il titolo Da Da Da I Don't Love You You Don't Love Me Aha Aha Aha.

## Tracce
7" Austria, Germania, Svezia 1982 in tedesco
1. Da Da Da ich lieb dich nicht du liebst mich nicht aha aha aha – 3:20
2. Sabine Sabine Sabine – 3:46

Durata totale: 7:06
7" Germania 1982 in tedesco
1. Da Da Da ich lieb dich nicht du liebst mich nicht aha aha aha – 3:20

7" Austria, Germania, Svizzera 2016 in tedesco e inglese
1. Da Da Da ich lieb dich nicht du liebst mich nicht aha aha aha – 3:20
2. Da Da Da I Don't Love You You Don't Love Me Aha Aha Aha – 3:26

12" Germania 1982 in tedesco
1. Da Da Da ich lieb dich nicht du liebst mich nicht aha aha aha (Lange Version) – 6:36
2. Frau a spricht ich lieb dich nicht du liebst mich nicht – 2:02
3. Halt mich fest ich werd verrückt – 2:02
4. Lady-O-Lady – 2:52

Durata totale: 13:32
12" Germania 2006
1. Da Da Da (Untitled Remix)
2. Da Da Da (Untitled Remix)

7" internazionale 1982 in inglese (I versione)
1. Da Da Da I Don't Love You You Don't Love Me Aha Aha Aha – 3:21
2. Sabine Sabine Sabine – 3:43

Durata totale: 7:04
7" internazionale 1982 in inglese (II versione)
1. Da Da Da I Don't Love You You Don't Love Me Aha Aha Aha – 3:23
2. Sabine Sabine Sabine – 3:43

Durata totale: 7:06
7" Francia 1982 in inglese
1. Da Da Da – 3:22
2. Ja Ja Wo Gehts Lank Peter Pank Schönen Dank – 2:50

Durata totale: 6:12
7" Messico 1982 in spagnolo
1. Da Da Da ya no nos queremos, jha, jha, jha (Da Da Da, I Don't Love You, You Don't Love Me, Jha, Jha, Jha) – 3:20
2. Da Da Da ya no nos queremos, jha, jha, jha (Da Da Da, I Don't Love You, You Don't Love Me, Jha, Jha, Jha) – 3:20

Durata totale: 6:40
7" USA 1982 in inglese
1. Da Da Da I Don't Love You You Don't Love Me Aha Aha Aha – 3:22
2. Da Da Da I Don't Love You You Don't Love Me Aha Aha Aha – 3:22

Durata totale: 6:44
12" Messico 1982 in spagnolo
1. Da Da Da ya no nos queremos, jha, jha, jha (Da Da Da, I Don't Love You, You Don't Love Me, Jha, Jha, Jha) – 6:36
2. Ja – 2:57
3. Sabine Sabine – 3:46

Durata totale: 13:19
12" USA 1982 in inglese
1. Da Da Da I Don't Love You You Don't Love Me Aha Aha Aha – 6:32
2. Sunday You Need Love – 3:53

Durata totale: 10:25
12" USA 1996 in inglese
1. Da Da Da (Long Version) – 6:35
2. Da Da Da (Original Album Version) – 3:25
3. Da Da Da (Radio Edit) – 2:49

Durata totale: 12:49
CD Canada in inglese
1. Da Da Da (Radio Edit) – 3:23
2. Anna Let Me In, Anna Let Me Out (Original Album Version) – 3:28

Durata totale: 6:51
CD USA 1997 in inglese
1. Da Da Da I Don't Love You You Don't Love Me Aha Aha Aha (Radio Edit) – 2:49
2. Da Da Da I Don't Love You You Don't Love Me Aha Aha Aha (Original Album Version) – 3:25
3. Da Da Da I Don't Love You You Don't Love Me Aha Aha Aha (Long Version) – 6:35

Durata totale: 12:49

## Classifiche
| Classifica (1982) | Posizione raggiunta |
| ----------------- | ------------------- |
| Nuova Zelanda     | 1                   |
| Regno Unito       | 2                   |
| Italia            | 9                   |
| Paesi Bassi       | 11                  |

## Nella cultura di massa
- La title track è stata utilizzata nella colonna sonora del film Il divo di Paolo Sorrentino, uscito nel 2008.
- Dal 2010 al 2020 un estratto della title track è usato come sigla del programma Da Da Da in onda su Rai 1; anche il titolo del programma è stato tratto dal brano.

## Cover
Del brano Da Da Da ich lieb dich nicht du liebst mich nicht aha aha aha esistono non meno di una ventina di reinterpretazioni.
- Nel 1982 i Toss ne hanno realizzata una versione in francese dal titolo Est-ce qu'on s'cherche ou est ce qu'on triche?, pubblicata come singolo.[5]
- Una versione in italiano è stata incisa a seguito della vittoria italiana ai mondiali dai Masters (Paolo Paltrinieri, Lorenzo Canovi e Romeo Corpetti), intitolata Da Da Da Mundial '82, il cui testo rende omaggio ai calciatori italiani definendoli "tutti figli di Bearzot".[6]
- Una cover in olandese è stata realizzata da Bob Barbeque & Willy Would Be con Agaath nel 1982.[5]
- Una versione della canzone è stata cantata nel 1982 da Frank Zander con il titolo Da da da ich weiß Bescheid, du weißt Bescheid.[5]
- Una reinterpretazione della canzone è stata pubblicata nel 1982 dai Pink Project nel loro album Domino con il titolo Der Da Da Da.[5]
- Nel 2000 gli Elastica ne hanno realizzato una cover in inglese intitolata semplicemente Da Da Da per il loro album The Menace.[5]
- Nel 2008 Señor Coconut y su Conjunto ha inciso una cover della canzone in versione latin nel suo album Around the World with Señor Coconut and His Orchestra.[5]